# Jeremiodes
Jeremiodes is een geslacht van Phasmatodea uit de familie Phasmatidae. De wetenschappelijke naam van dit geslacht is voor het eerst geldig gepubliceerd in 2007 door Hennemann & Conle.

## Soorten
Het geslacht Jeremiodes omvat de volgende soorten:
- Jeremiodes bolivianus Hennemann & Conle, 2007
- Jeremiodes colombianus Conle, Hennemann & Gutiérrez, 2011
- Jeremiodes guianensis Hennemann & Conle, 2007
- Jeremiodes pachycercus (Redtenbacher, 1908)